# Nigeria op de Paralympische Zomerspelen 2020
Nigeria was een van de landen die deelnam aan de Paralympische Zomerspelen 2020 in Tokio, Japan.

## Medailleoverzicht
| Atletiek    | Flora Ugwunwa                                     | Kogelstoten, F54 (v) | Goud   |  |  |
| Bankdrukken | Folashade Oluwafemiayo                            | -86 kg (v)           | Goud   |  |  |
| Bankdrukken | Bose Omolayo                                      | -79 kg (v)           | Goud   |  |  |
| Bankdrukken | Latifat Tijani                                    | -45 kg (v)           | Goud   |  |  |
|             |                                                   |                      |        |  |  |
| Bankdrukken | Loveline Obiji                                    | +86 kg (v)           | Zilver |  |  |
|             |                                                   |                      |        |  |  |
| Atletiek    | Eucharia Iyiazi                                   | Kogelstoten, F57 (v) | Brons  |  |  |
| Atletiek    | Lauritte Onye                                     | Kogelstoten, F40 (v) | Brons  |  |  |
| Bankdrukken | Lucy Ejike                                        | -61 kg (v)           | Brons  |  |  |
| Bankdrukken | Olaitan Ibrahim                                   | -67 kg (v)           | Brons  |  |  |
| Tafeltennis | Tajudeen Agunbiade Victor Farinloye Alabi Olufemi | Team, C9-10 (m)      | Brons  |  |  |

## Deelnemers en resultaten
(m) = mannen, (v) = vrouwen, (g) = gemengd 

### Atletiek

#### Baanonderdelen
| Atleet             | Onderdeel      | Series    | Series | Finale    | Finale |
| Atleet             | Onderdeel      | Resultaat | Rang   | Resultaat | Rang   |
| ------------------ | -------------- | --------- | ------ | --------- | ------ |
| Suwaibidu Galadima | 100 m, T47 (m) | 0:11.14   | 7e     | 0:11.29   | 8e     |

#### Veldonderdelen
| Paralympiër     | Onderdeel             | Resultaat | Prestatie |
| --------------- | --------------------- | --------- | --------- |
| Eucharia Iyiazi | Kogelstoten, F57 (v)  | Brons     | 10.40     |
| Eucharia Iyiazi | Discuswerpen, F57 (v) | 8e        | 27.49     |
| Grace Nwaozuzu  | Discuswerpen, F57 (v) | 6e        | 29.26     |
| Lauritte Onye   | Kogelstoten, F40 (v)  | Brons     | 8.29      |
| Flora Ugwunwa   | Kogelstoten, F54 (v)  | 6e        | 6.59      |
| Flora Ugwunwa   | Speerwerpen, F54 (v)  | Goud      | 19.39     |

### Bankdrukken
| Paralympiër            | Onderdeel  | Resultaat | Prestatie           |
| ---------------------- | ---------- | --------- | ------------------- |
| Yakubu Adesokan        | -49 kg (m) | 4e        | 155.0               |
| Ibrahim Dauda          | -59 kg (m) | 5e        | 170.0               |
| Nnamdi Innocent        | -72 kg (m) | NM        | Geen geldige poging |
|                        |            |           |                     |
| Lucy Ejike             | -61 kg (v) | Brons     | 130.0               |
| Olaitan Ibrahim        | -67 kg (v) | Brons     | 119.0               |
| Loveline Obiji         | +86 kg (v) | Zilver    | 147.0               |
| Paulina Okpala         | -73 kg (v) | 6e        | 124.0               |
| Folashade Oluwafemiayo | -86 kg (v) | Goud      | 151.0               |
| Bose Omolayo           | -79 kg (v) | Goud      | 141.0               |
| Latifat Tijani         | -45 kg (v) | Goud      | 107.0               |

### Roeien
| Atleet          | Onderdeel                     | Heats     | Heats | Herkansingen | Herkansingen | A/B finale | A/B finale | Eindrangschikking |
| Atleet          | Onderdeel                     | Resultaat | Rang  | Resultaat    | Rang         | Resultaat  | Rang       | Eindrangschikking |
| --------------- | ----------------------------- | --------- | ----- | ------------ | ------------ | ---------- | ---------- | ----------------- |
| Kingsley IJomah | Eenpersoons scull, PR1M1x (m) | 11:50.87  | 10e   | 11:15.07     | 9e QB        | 12:10.51   | 5e         | 11e               |

### Tafeltennis
| Paralympiër                                       | Onderdeel          | Groepsfase                        | Groepsfase                   | Groepsfase                   | Positie             | Finalefase                 | Finalefase                  | Finalefase           | Finalefase           | Plaats |
| Paralympiër                                       | Onderdeel          | Wedstrijd I                       | Wedstrijd II                 | Wedstrijd III                | Positie             | 1/8e finale                | Kwartfinale                 | Halve finale         | Finale               | Plaats |
| Paralympiër                                       | Onderdeel          | Tegenstander Uitslag              | Tegenstander Uitslag         | Tegenstander Uitslag         | Positie             | Tegenstander Uitslag       | Tegenstander Uitslag        | Tegenstander Uitslag | Tegenstander Uitslag | Plaats |
| ------------------------------------------------- | ------------------ | --------------------------------- | ---------------------------- | ---------------------------- | ------------------- | -------------------------- | --------------------------- | -------------------- | -------------------- | ------ |
| Tajudeen Agunbiade                                | Enkelspel, C9 (m)  | UKR Ivan Mai V met 0-3            | CHN Zhao Yiqing W met 3-2    | Niet van toepassing          | 2e                  | Niet van toepassing        | BEL Laurens Devos V met 0-3 | Uitgeschakeld        | Uitgeschakeld        | 5e     |
| Victor Farinloye                                  | Enkelspel, C8 (m)  | UKR Viktor Didukh V met 2-3       | GBR Billy Shilton V met 0-3  | Niet van toepassing          | 3e                  | Niet gekwalificeerd        | Niet gekwalificeerd         | Niet gekwalificeerd  | Niet gekwalificeerd  | 15e    |
| Ahmed Koleosho                                    | Enkelspel, C3 (m)  | GER Thomas Bruchle V met 0-3      | UKR Vasyl Petruniv W met 3-0 | Niet van toepassing          | 2e                  | CHN Zhao Ping V met 0-3    | Uitgeschakeld               | Uitgeschakeld        | Uitgeschakeld        | 9e     |
| Isau Ogunkunle                                    | Enkelspel, C4 (m)  | EGY Sameh Mohamed Saleh V met 1-3 | FRA Maxime Thomas V met 2-3  | Niet van toepassing          | 3e                  | Niet gekwalificeerd        | Niet gekwalificeerd         | Niet gekwalificeerd  | Niet gekwalificeerd  | 13e    |
| Alabi Olufemi                                     | Enkelspel, C10 (m) | CHN Lian Hao V met 0-3            | AUS Joel Coughlan V met 0-3  | MNE Filip Radovic V met 0-3  | 4e                  | Niet gekwalificeerd        | Niet gekwalificeerd         | Niet gekwalificeerd  | Niet gekwalificeerd  | 9e     |
| Tajudeen Agunbiade Victor Farinloye Alabi Olufemi | Team, C9-10 (m)    | Niet van toepassing               | Niet van toepassing          | Niet van toepassing          | Niet van toepassing | Verenigde Staten W met 2-1 | Mongolië W met 2-0          | Australië V met 0-2  | Uitgeschakeld        | Brons  |
| Ahmed Koleosho Isau Ogunkunle                     | Team, C4-5 (m)     | Niet van toepassing               | Niet van toepassing          | Niet van toepassing          | Niet van toepassing | Argentinië W met 2-1       | Frankrijk V met 0-2         | Uitgeschakeld        | Uitgeschakeld        | 5e     |
|                                                   |                    |                                   |                              |                              |                     |                            |                             |                      |                      |        |
| Faith Obazuaye                                    | Enkelspel, C10 (v) | CHN Zhao Xiaojing V met 0-3       | AUS Qing Yian V met 0-3      | TPE Tian Shiau Wen V met 0-3 | 4e                  | Niet gekwalificeerd        | Niet gekwalificeerd         | Niet gekwalificeerd  | Niet gekwalificeerd  | 10e    |

Afghanistan · 
Algerije · 
Amerikaanse Maagdeneilanden · 
Angola · 
Argentinië · 
Armenië · 
Aruba · 
Australië · 
Azerbeidzjan · 
Bahrein · 
Barbados · 
Belarus · 
België · 
Benin · 
Bermuda · 
Bosnië en Herzegovina · 
Botswana · 
Brazilië · 
Bulgarije · 
Burkina Faso · 
Burundi · 
Cambodja · 
Canada · 
Centraal-Afrikaanse Republiek · 
Chili · 
China · 
Chinees Taipei · 
Colombia · 
Congo-Brazzaville · 
Congo-Kinshasa · 
Costa Rica · 
Cuba · 
Cyprus · 
Denemarken · 
Dominicaanse Republiek · 
Duitsland · 
Ecuador · 
Egypte · 
El Salvador · 
Estland · 
Ethiopië · 
Faeröer · 
Fiji · 
Filipijnen · 
Finland · 
Frankrijk · 
Gabon · 
Gambia · 
Georgië · 
Ghana · 
Griekenland · 
Groot-Brittannië · 
Guatemala · 
Guinee · 
Guinee‑Bissau · 
Haïti · 
Honduras · 
Hongarije · 
Hongkong · 
Ierland · 
IJsland · 
India · 
Indonesië · 
Irak · 
Iran · 
Israël · 
Italië · 
Ivoorkust · 
Jamaica · 
Japan · 
Jordanië · 
Kaapverdië · 
Kameroen · 
Kazachstan · 
Kenia · 
Kirgizië · 
Koeweit · 
Kroatië · 
Laos · 
Lesotho · 
Letland · 
Libanon · 
Liberia · 
Libië · 
Litouwen · 
Luxemburg · 
Madagaskar · 
Maleisië · 
Mali · 
Malta · 
Marokko · 
Mauritius · 
Mexico · 
Moldavië · 
Mongolië · 
Montenegro · 
Mozambique · 
Namibië · 
Nederland · 
Nepal · 
Nicaragua · 
Nieuw-Zeeland · 
Niger · 
Nigeria · 
Noord-Macedonië · 
Noorwegen · 
Oeganda · 
Oekraïne · 
Oezbekistan · 
Oman · 
Oostenrijk · 
Pakistan · 
Palestina · 
Panama · 
Papoea-Nieuw-Guinea · 
Peru · 
Polen · 
Portugal · 
Puerto Rico · 
Qatar · 
Roemenië · 
Russisch Paralympisch Comité ·
Rwanda · 
Saint Vincent en Grenadines · 
Samoa · 
Saoedi-Arabië · 
Sao Tomé en Principe · 
Senegal · 
Servië · 
Seychellen · 
Sierra Leone · 
Singapore · 
Slovenië · 
Slowakije · 
Somalië · 
Spanje · 
Sri Lanka · 
Syrië · 
Tadzjikistan · 
Tanzania · 
Thailand · 
Togo · 
Tonga · 
Trinidad en Tobago · 
Tsjechië · 
Tunesië · 
Turkije · 
Turkmenistan · 
Uruguay · 
Venezuela · 
Verenigde Arabische Emiraten · 
Verenigde Staten · 
Vietnam · 
Zimbabwe · 
Zuid-Afrika · 
Zuid-Korea · 
Zweden · 
Zwitserland
Paralympisch Vluchtelingen Team